# Prezydenci Laosu

## Chronologiczna lista (od 1975)
| # | # | Portret | Imię i nazwisko                            | Kadencja             | Kadencja          | Partia polityczna                   |
| # | # | Portret | Imię i nazwisko                            | Od                   | Do                | Partia polityczna                   |
| - | - | ------- | ------------------------------------------ | -------------------- | ----------------- | ----------------------------------- |
|   | 1 |         | Tiao Souphanouvong (1909–1995)             | 2 grudnia 1975       | 15 sierpnia 1991  | Laotańska Partia Ludowo-Rewolucyjna |
|   | — |         | Phoumi Vongvichit (1909–1994) (tymczasowo) | 31 października 1986 | 15 sierpnia 1991  | Laotańska Partia Ludowo-Rewolucyjna |
|   | 2 |         | Kaysone Phomvihane (1920–1992)             | 15 sierpnia 1991     | 21 listopada 1992 | Laotańska Partia Ludowo-Rewolucyjna |
|   | 3 |         | Nouhak Phoumsavanh (1910–2008)             | 25 listopada 1992    | 24 lutego 1998    | Laotańska Partia Ludowo-Rewolucyjna |
|   | 4 |         | Khamtai Siphandon (1924–2025)              | 24 lutego 1998       | 8 czerwca 2006    | Laotańska Partia Ludowo-Rewolucyjna |
|   | 5 |         | Choummaly Sayasone (1936–)                 | 8 czerwca 2006       | 20 kwietnia 2016  | Laotańska Partia Ludowo-Rewolucyjna |
|   | 6 |         | Bounnhang Vorachith (1937–)                | 20 kwietnia 2016     | 22 marca 2021     | Laotańska Partia Ludowo-Rewolucyjna |
|   | 7 |         | Thongloun Sisoulith (1945–)                | 22 marca 2021        | nadal             | Laotańska Partia Ludowo-Rewolucyjna |